# Geocaryum bornmuelleri
Geocaryum bornmuelleri är en flockblommig växtart som först beskrevs av H.Wolff, och fick sitt nu gällande namn av Lennart Engstrand. Geocaryum bornmuelleri ingår i släktet Geocaryum och familjen flockblommiga växter. Inga underarter finns listade i Catalogue of Life.